# Discografia de Mariana Rios
A discografia de Mariana Rios, uma cantora e compositora brasileira, compreende um álbum de estúdio, um extended play (EP),  três singles próprios e dois singles como participação. Em 2002 Mariana participou do programa Fama, reality show que busca encontrar um novo ídolo musical para lançar, porém não alcançou as semifinais, sendo eliminada anteriormente. Apenas em 2007 a chance de obter sucesso na carreira de cantora bateu à sua porta ao integrar o elenco da décima quinta temporada do seriado Malhação, onde teve a chance de interpretar a personagem Yasmin, uma garota que se tornava cantora, gravando assim músicas para a trilha sonora, além de participar de shows com cantores como Claudia Leitte.
Em 2009 assinou contrato com a Som Livre para lançar seu primeiro álbum de estúdio levando seu nome. Lançado em 8 de setembro de 2009, o álbum homônio Mariana Rios explorou a sonoridade pop, semelhante ao som realizado pela cantora Marina Elali, vendendo em torno de 30 mil cópias, onde foi lançado o single "Insônia". Em 2011 Mariana fez sua primeira participação, no single "Viver Sem Ti", no DVD do grupo Exaltasamba.

## Álbuns

### Álbuns de estúdio
| Álbum        | Detalhes                                                                                    | Vendas     |
| ------------ | ------------------------------------------------------------------------------------------- | ---------- |
| Mariana Rios | - Lançamento: 8 de setembro de 2009 - Formatos: CD, download digital - Gravadora: Som Livre | - : 35.000 |

### Extended plays
| Álbum     | Detalhes                                                                                   |
| --------- | ------------------------------------------------------------------------------------------ |
| Eu e Você | - Lançamento: 6 de novembro de 2019 - Formatos: download digital - Gravadora: Independente |

## Singles

### Como artista principal
| Título     | Ano  | Álbum                     |
| ---------- | ---- | ------------------------- |
| "Insônia"  | 2009 | Mariana Rios              |
| "Reach Me" | 2015 | Adicionado à nenhum álbum |

### Como artista convidada
| "Viver Sem Ti" (Exaltasamba part. Mariana Rios)                                 | 2011 | 1  | Exaltasamba – 25 Anos Ao Vivo |
| "O Dia" (Scarcéus part. Mariana Rios)                                           | 2012 | —  | Rock é Pedra, Amor é Love     |
| "Plural" (Humberto & Ronaldo part. Mariana Rios)                                | 2016 | —  | Adicionado à nenhum álbum     |
| "Um Passo a Frente" (Atitude 67 part. Mariana Rios)                             | 2017 | 75 | Atitude 67: Ao Vivo           |
| "—" denota singles que não entraram nas paradas musicais ou não foram lançados. |      |    |                               |

## Outras aparições
| Canção               | Ano  | Outro(s) artista(s) | Álbum                |
| -------------------- | ---- | ------------------- | -------------------- |
| "Amar é Assim Mesmo" | 2008 | —                   | Malhação 2008        |
| "Incendeia"          | 2009 | —                   | Malhação 2009        |
| "Tiro ao Álvaro"     | 2012 | Di Ferrero          | Totalmente Inocentes |

## Videoclipes
| Canção                 | Ano  | Diretor                    | Notas                                          |
| ---------------------- | ---- | -------------------------- | ---------------------------------------------- |
| "Insônia"              | 2009 | Salvatore e Raphael Vieira |                                                |
| "Onde Estiver"         | 2010 | Gee Rocha                  | Videoclipe de NX Zero; aparição especial       |
| "O Dia"                | 2012 | Fred Mayrink               | Videoclipe de Scarcéus; como artista convidada |
| "Toda Poderosa"        | 2013 | F.Biz                      |                                                |
| "Cups (When I'm Gone)" | 2013 | —                          |                                                |
| "Reach Me"             | 2015 | Stefano Capuzzi Lapietra   |                                                |